# High Quest
High Quest, född 1931, död 1948, var ett amerikanskfött engelskt fullblod, mest känd för att ha segrat i Preakness Stakes (1934).

## Bakgrund
High Quest var en brun hingst efter Sir Gallahad III och under Etoile Filante (efter Fair Play). Han föddes upp av Marshall Field III, och ägdes av Brookmeade Stable. Han tränades under tävlingskarriären av Robert A. Smith.

## Karriär
High Quest tävlade mellan 1933 och 1934, och sprang in totalt in 52 190 dollar på 13 starter, varav 6 segrar, 3 andraplatser och 1 tredjeplats. Han tog karriärens största seger i Preakness Stakes (1934). Han segrade även i Eastern Shore Handicap (1933) och Wood Memorial Stakes (1934).
High Quest skadade sig i Withers Stakes, men fortsatte ändå att tävla, och slutade tvåa i Belmont Stakes efter Peace Chance. En ytterligare skada kort innan Arlington Classic tvingade honom att avsluta sin tävlingskarriär.

### Som avelshingst
High Quest var mindre framgångsrik som avelshingst, men blev far till bland annat War Knight, som segrade i 1946 års upplaga av Santa Anita Handicap.